# Juan Vigón Suero-Díaz
Juan Vigón Suero-Díaz (Colunga, Astúries, 30 d'octubre de 1880 - Madrid, 25 de maig de 1955) va ser un militar espanyol, d'ideologia monàrquica, catòlic, i que va ser escollit pel rei Alfons XIII per educar als seus fills.
Un dels creadors de la força militar que va fer possible al bàndol revoltat guanyar la Guerra civil iniciada després del fracàs del Cop d'estat contra la II República. Al final de la contesa, va ocupar importants càrrecs, president de la Junta d'Energia Nuclear i de l'Institut Nacional de Tècnica Aeroespacial d'Espanya, formant part del govern del règim franquista.

## Biografia

### Primers anys
De 1906 a 1909 fa els seus estudis d'Estat Major en l'Escola Superior de Guerra, realitzant les pràctiques a la ciutat de Ceuta. El 1916 és destinat al Regiment d'Enginyers d'aquesta ciutat, on executa diversos treballs de campanya, consistents en la construcció d'una sèrie de camins l'objecte dels quals era facilitar la defensa de la ciutat i indirectament facilitar transport i comerç.
Destinat en el Regiment Mixt d'Enginyers de Sant Sebastià obté el nomenament de Cavaller de l'Orde Civil d'Alfons XII com recompensa per un treball històric sobre les fortificacions i lloc d'aquesta ciutat en 1813.
Durant la Guerra del Rif, torna al Marroc, i gràcies a la seva brillant actuació en l'assalt a Cudia Seriya obté la Creu del Mèrit Militar.
Des del 20 d'agost de 1917 és nomenat Professor de l'Acadèmia d'Enginyers de Guadalajara, impartint les assignatures d'Art Militar, Comunicacions Militars, Geografia Militar i Història Militar. Ascendit a Comandant imparteix docència en l'Escola Superior de Guerra des de 1918 a 1921, quan és nomenat Ajudant del Rei.

### Ajudant del rei
Va ser l'home escollit per Alfons XIII per educar als seus fills en apreciar en la seva persona qualitats convenients, romanent en el càrrec des de novembre de 1925 fins a 1930.

### Segona República
El 1931, amb la proclamació de la II República, pel seu sentiment monàrquic deixa l'exèrcit acollint-se a la Llei Azaña. Participa en la columna de forces navarreses manades pel coronel Solchaga contra la Revolució d'Astúries a l'octubre de 1934 amb una discreta però decisiva actuació en la recuperació militar de la ciutat d'Oviedo. Després, com a Tinent Coronel retirat es reintegra a la seva residència a Caravia.
Destacat membre, juntament amb el seu germà Jorge, de la Unión Militar Española fundada arran del 10 d'agost i considerada la versió dretana de les Juntes de Defensa.

### Guerra Civil
A primers de març de 1936 es troba en Argentina on tenia interessos familiars, i en poc més de vint dies, inclòs el viatge per mar, es trasllada a Burgos, on és nomenat Cap d'Estat Major de la columna del coronel Beorlegui, que es dirigia a Irun i Sant Sebastià. Al llarg de tota la guerra va continuar en la seva discreta, però decisiva tasca de “Superfeje” de l'Estat Major del general Dávila o del general Franco. Com a Cap d'Estat Major de les Brigades Navarreses elabora un suggestiu pla d'acció dedicat a explotar la feblesa de l'enemic, la seva separació en dues zones, atacant Biscaia primer, per seguir després sobre Santander i acabar sobre Astúries. Més tard el 1936, en els reconeixements previs a l'atac al Cinturó de Ferro de Bilbao:
| « | «.... El Coronel Vigón va aconsellar. No era cap, ni encara cap d'Estat Major ... Era només –com ell deia a qui li preguntava- “Juan Vigón” ..» | » |

Quan al març de 1937 fracassa l'ofensiva sobre Madrid després de la derrota de Guadalajara, aconsegueix convèncer a Franco gràcies a la seva insistència sobre dos temes: l'autonomia dels voluntaris italians (CTV) i l'abandó de l'obsessió per conquistar Madrid.
| « | «.... En convèncer-se d'això, gràcies en part a la insistència dels generals Juan Vigón i Kindelán, Franco decideix, en primer terme, cancel·lar la relativa autonomia del CTV, al que des de llavors integrarà plenament en el seu exèrcit i, en segon lloc abandonar l'obsessió per Madrid i tornar totes les seves forces de maniobra i reserves sobre la subzona republicana del Nord. Aquesta encertadíssima decisió presa després de les amargors del Jarama i Guadalajara, li valdria la conquesta definitiva de la superioritat material i estratègica i amb elles de la victòria. És la decisió militar més important en tota la guerra d'Espanya i en tota la vida castrense de Franco.» | » |

Per la seva direcció de l'ofensiva des de la línia del Deva a l'ocupació de Gijón obté la Medalla Militar i l'ascens a General Finalitzada la campanya del Nord organitza, com a Cap d'Estat Major, l'Exèrcit del Centre la Caserna general del qual es trobava a Medinaceli, agrupant una massa de maniobra molt forta formada per les unitats que havien actuat en el Nord, les d'Àfrica i els italians. El Duc de la Torre, company d'armes i cap de l'artilleria li considerava “Super Cap d'Estat Major”, amb l'encàrrec d'auxiliar i, encara de suplir –en cas necessari- al seu immediat superior.
L'ocupació republicana de Terol fa que es reconstrueixi l'Exèrcit del Nord, on és destinat intervenint en les batalles de Alfambra, Aragó, Ebre i l'ofensiva de Catalunya, operació després de la qual desapareix aquest exèrcit, quedant agregat a la Caserna General fins al final de la guerra.

### Franquisme
Quan el 9 d'agost de 1939 el gabinet de guerra és substituït per un nou govern, els tres sectors de les Forces Armades passen a comptar amb el seu propi ministeri. Per assegurar la coordinació entre les tres armes va ser establert un Alt Estat Major, el cap del qual adquiria, per aquesta causa, extraordinari relleu. En fou nomenat Juan Vigón, i quan aquest va substituir a Yagüe com a ministre de l'Aire el càrrec va recaure en Francisco Martín Moreno Vigón ocupà el càrrec fins al 20 de juliol de 1945, quan és substituït pel també general Eduardo González Gallarza.

#### Segona guerra mundial
A Juan Vigón se li encomana la primera acció de tempteig, destinada a alinear de manera més completa Espanya amb el Tercer Reich, havent d'explicar els problemes militars. El 3 de juny de 1940 aprofitant el seu viatge oficial a Alemanya, Franco li confia personalment el lliurament a Hitler d'una carta felicitant-lo per "els èxits aconseguits, excusant-se per no declarar la guerra, ja que si ho fes, els aliats no trigarien a apoderar-se de Canàries". Juan Vigón anuncia, per primera vegada, el desig que tenia Espanya de controlar tot el Marroc.
Des de l'experiència de la seva entrevista amb Hitler, suggereix a Franco la necessitat d'oferir suport al Mariscal Pétain perquè França pot conservar les seves colònies ambicionades per la Itàlia de Mussolini. Dos dies més tard és nomenat Ministre de l'Aire després de la destitució de Yagüe, cap del sector germanófilo que proposava imposar un canvi de Règim i propiciar l'entrada d'Espanya en la guerra. Els dies 30 de juny i 20 de juliol de 1940 celebra sengles entrevistes tot sol amb l'almirall Wilhelm Canaris, on tracten alguns detalls de l'Operació Felix, sent-li oferts paracaigudistes alemanys per a l'assalt a Gibraltar. El ministre espanyol li va explicar que Espanya no havia fet el menor preparatiu sobre aquest tema. Tant Juan Vigón com Carlos Martínez Campos li assenyalen que l'única situació en la qual Franco permetria l'entrada de contingents alemanys seria en cas d'invasió aliada directa.
Quan Franco abandona el territori espanyol per entrevistar-se a Bordighera amb Benito Mussolini, lliura plens poders a un triumvirat format per José Enrique Varela Iglesias, Juan Vigón i Esteban de Bilbao Eguía, tots monàrquics, tradicionalistes, i no germanòfils. Si algun imprevist succeïa, Espanya havia de ser conduïda per ells a la resistència contra els alemanys.
De cara al conflicte bèl·lic és partidari de dur a terme accions polítiques compatibles amb la neutralitat de cara a evitar l'entrada en guerra dels Estats Units, renunciar a la pretensions al Marroc francès i mantenir obertes les rutes comercials. Aquests criteris eren sostinguts per l'Exèrcit i van ser exposats per escrit al dictador.

#### Polític monàrquic
En la primera reunió del Consell de Ministres celebrada el 29 de juliol de 1941, Juan Vigón planteja la necessitat a Franco de nomenar un president del Govern.
Quan els alemanys tenen coneixement de la intenció de Franco de restaurar la monarquia, Von Ribbentrop convida particularment al ministre de l'Aire, considerat portaveu de Joan de Borbó i Battenberg. Serrano Súñer es va oposar, i Vigón va haver de rebutjar la invitació del seu col·lega Goering.
1943 és l'any de les impaciències monàrquiques. Juan Vigón va ser potser el més caracteritzat dels membres militars de Renovación Española que van mantenir sempre la seva fidelitat a Franco, el mateix que molts altres monàrquics. Coincidint amb la caiguda de Mussolini, el 23 de juliol de 1943, la premsa internacional anunciava la constitució a Espanya d'un directori militar que pogués restaurar la monarquia, figurant molts generals, entre ells Juan Vigón. En els sectors tradicionalistes va causar alarma la possible tornada a la monarquia liberal de 1874, i disset figures prominents del carlisme van elaborar i van signar un manifest que, per mitjà del general Vigón, va arribar a les mans de Franco.

#### Acords amb els Estats Units
Després de la victòria electoral d'Eisenhower el 22 d'abril de 1953, es va aconseguir un acord militar negociat en els seus aspectes militars per Juan Vigón i el general nord-americà August W. Kissner en els seus aspectes militars. Aquest acord va suposar l'abandó de la tradicional neutralitat espanyola -considerada llavors supèrflua- de produir-se una guerra entre Estats Units i la Unió Soviètica.

### Marquès de Vigón
Posteriorment va ascendir a Tinent General i va passar a ocupar la presidència de la Junta d'Energia Nuclear i de l'Institut Nacional de Tècnica Aeroespacial d'Espanya, càrrecs que va exercir fins a la seva mort el 1955. Va mantenir sempre la seva fidelitat a Franco, qui li va recompensar amb el títol nobiliari de Marquès de Vigón el 1955, després de la seva defunció.

## Imputat per crims contra la humanitat i detenció il·legal
En 2008, va ser un dels trenta-cinc alts càrrecs del franquisme imputats per l'Audiència Nacional en el sumari instruït per Baltasar Garzón pels presumptes delictes de detenció il·legal i crims contra la humanitat que suposadament haurien estat comesos durant la Guerra civil espanyola i els primers anys del règim de Franco. El jutge va declarar extingida la responsabilitat criminal de Vigón quan va rebre constància fefaent de la seva defunció, esdevinguda més de seixanta anys abans. La instrucció de la causa va ser tan polèmica que Garzón va arribar a ser acusat de prevaricació, jutjat i absolt pel Tribunal Suprem.